# 코틀린섬
코틀린섬(러시아어: Ко́тлин, 핀란드어: Retusaari 레투사리[*], 스웨덴어: Reitskär 레이트셰르[*])은 발트해 핀란드만의 입구에 위치한 러시아의 섬이다. 상트페테르부르크로부터 서쪽으로 32km떨어져 있다.
동서가 길이 14 km, 남북의 폭은 약 2 km로 갸름한 형태를 하고 있어, 섬의 동쪽으로 크론시타트가 있다. 서쪽으로부터 약 2km정도에 가면 바다의 암초에 등대가 있다.
브레즈네프 시대에, 동쪽의 대안으로부터 코틀린섬과의 사이에 징검돌장에 줄지어 있던 작은 섬을 묶고 방조제가 쌓아져 현재는 그 위에 만들어진 자동차도로로 육지와 연결되고 있다. 또, 남쪽의 대안에는 로모노소프시가 있어, 그 사이를 해저 터널로 묶는 것이 계획되고 있다.
발트 함대의 주력 기지가 있어, 군사적으로는 중요한 섬이다. 상트페테르부르크에 접근하는 해로를 두 개의 해협으로 나누고 있어 도시 방어의 중요한 요충지였다.
자바섬과 자바 프로그래밍 언어의 관계처럼 이 섬과 이름이 동일한 프로그래밍 언어가 존재한다.